# Ла Палма дел Кондадо
Ла Палма дел Кондадо (на испански: La Palma del Condado) е населено място и община в Испания. Намира се в провинция Уелва, в състава на автономната област Андалусия. Общината влиза в състава на района (комарка) Eл Кондадо. Заема площ от 61 km². Населението му е 10 475 души (по преброяване от 2010 г.). Разстоянието до административния център на провинцията е 42 km.

## Демография
| 1996 | 1998 | 1999 | 2000 | 2001 | 2002 | 2003 | 2004 | 2005 | 2006   | 2007   |
| ---- | ---- | ---- | ---- | ---- | ---- | ---- | ---- | ---- | ------ | ------ |
| 9749 | 9614 | 9709 | 9695 | 9777 | 9772 | 9675 | 9790 | 9925 | 10 074 | 10 192 |